# Ceylon-Lanzenotter

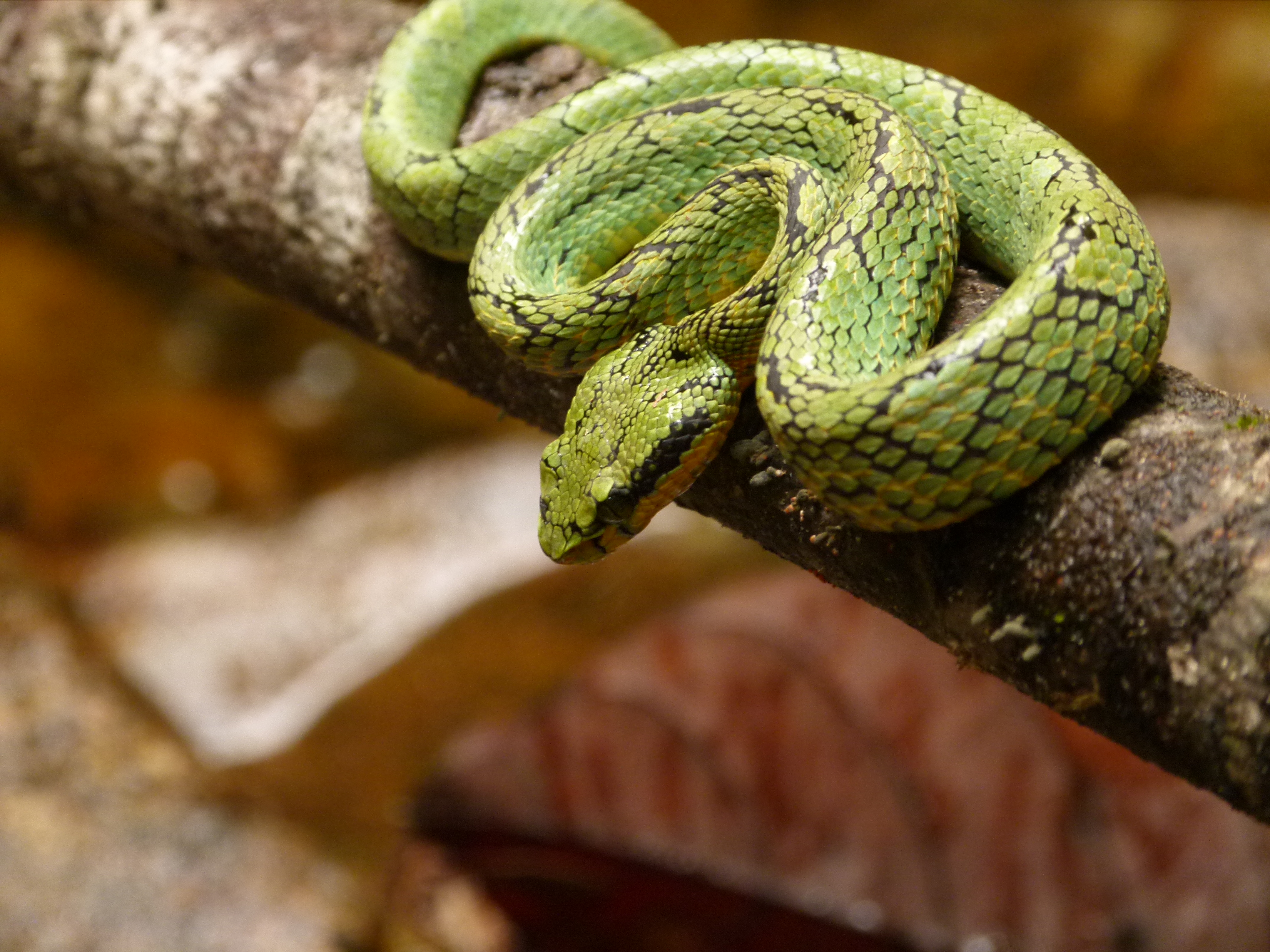
Ceylon-Lanzenotter, hellgrünes Exemplar

Die Ceylon-Lanzenotter (Craspedocephalus trigonocephalus Syn.: Trimeresurus trigonocephalus) ist eine endemisch auf Sri Lanka vorkommende giftige Schlangenart aus der Unterfamilie der Grubenottern (Crotalinae). Der deutsche Trivialname bezieht sich auf das Vorkommen der Art auf Ceylon, der ehemaligen Bezeichnung für den Inselstaat Sri Lanka. Im englischen Sprachgebrauch wird die Schlange meist als Sri Lankan Green Pit Viper, von der einheimischen Bevölkerung als pala polonga (singhalesisch පළා පොළඟා) bezeichnet.

## Merkmale
Zwischen den Geschlechtern besteht ein leichter Sexualdimorphismus. Die Ceylon-Lanzenotter erreicht bei den Weibchen eine Länge von bis zu 130 Zentimetern. Männchen erreichen nur etwa die Hälfte der Größe der Weibchen. Die Körperoberseite zeigt eine dunkelgrüne, bläulich grüne, olivgrüne oder hellgrüne  Farbe und ist mit einem aus unregelmäßigen schwarzen Linien oder Flecken bestehenden Muster überzogen. Oft zeigt die Musterung auf dem Rücken paarige, halbkreisförmige oder geschlossene Kreise. Mit dieser Zeichnung sind die Schlangen in der Vegetation hervorragend getarnt. Sie besitzen 17 bis 19 Reihen dorsaler Schuppen, die Kopfschuppen sind sehr klein, die Analschuppe ist ungeteilt. Die Körperunterseite hat eine cremige bis gelbliche Farbe, die Schwanzspitze ist schwarz. Der Kopf ist stark keilförmig und wesentlich breiter als der Hals. Charakteristisch ist ein schmales schwarzes Band, das vom Auge bis zum Ende des Kopfes verläuft. Die Ceylon-Lanzenotter besitzt schwarze, vertikal-schlitzförmige Pupillen.

## Ähnliche Arten
Die zeichnungsmäßig ähnliche, zu der Bambusottern zählende Trimeresurus schultzei kommt ausschließlich auf den Philippinen vor. Somit gibt es keine geografische Überlappung der beiden Arten.

## Verbreitung und Lebensraum
Die Ceylon-Lanzenotter ist auf Sri Lanka endemisch. Sie ist dort in allen Klimazonen  verbreitet. Der Lebensraum der Art umfasst bevorzugt feuchte Wälder und dichtes Strauch- und Buschwerk bis in Höhenlagen von etwa 1000 Metern. Zuweilen wird sie auch auf Grasland oder in landwirtschaftlichen Plantagen angetroffen. Unterarten sind nicht bekannt.

## Lebensweise
Aufgrund ihres Greifschwanzes kann die Ceylon-Lanzenotter hervorragend in der Vegetation klettern und hält sich gerne in Sträuchern oder niedrigen Bäumen auf, jagt jedoch auch am Boden. Sie ernährt sich von Eidechsen, Geckos, Fröschen, zuweilen auch von kleinen Vögeln oder Nagetieren. Bei einer Attacke kann sie blitzschnell bis zur Hälfte ihrer Körperlänge nach vorne schnellen und gezielt zubeißen. Die Fortpflanzung der Art findet durch Oviparie statt. Weitere Details zur Lebensweise der Art müssen noch erforscht werden.

## Giftigkeit
Beutetiere werden  von der Ceylon-Lanzenotter durch einen Biss attackiert, wodurch das Gift der Schlange in den Körper des Opfers injiziert wird. Das durch die Giftwirkung verendete Tier wird dann meistens mit dem Kopf voran im Ganzen verschlungen.
Zwar ist die Zusammensetzung der Toxine nicht bekannt, jedoch muss jeder Biss einer Ceylon-Lanzenotter als lebensgefährlich eingeschätzt werden. Es gibt nur sehr wenige Informationen über die Giftwirkung. Die Pressure/Immobilization Technique darf nicht angewendet werden. Diese Maßnahme kann schwere Folgeschäden nach sich ziehen. Die betroffene Stelle ist ruhigzustellen. Der Patient muss liegend in eine Klinik transportiert werden. Die weiteren Maßnahmen bis zur Klinik erfolgen symptomatisch. Es existiert zwar ein Antivenin, das jedoch nur nach Rücksprache mit einer Giftnotrufzentrale erfolgen sollte.

## Gefährdung
Da die Ceylon-Lanzenotter in allen Klimazonen Sri Lankas verbreitet vorkommt, wird sie von der Weltnaturschutzorganisation IUCN als „Least Concern = nicht gefährdet“ klassifiziert. Eine gewisse Gefährdung besteht durch Urbanisierung ihres Lebensraums.